# Areado
Areado è un comune del Brasile nello Stato del Minas Gerais, parte della mesoregione del Sul e Sudoeste de Minas e della microregione di Alfenas.

## Società

### Evoluzione demografica
Abitanti censiti:
Abitanti censitiAnno030006000900012.00015.000199120002010Popolazione